# 超級巨聲2
《超級巨聲2》為香港無綫電視以高清製作的歌唱選秀節目，是《超級巨聲》的第二屆賽事，本屆以20位入圍參賽者為起端。
節目於2010年5月9日起至2010年9月12日止，逢星期日 22:00-23:30 於翡翠台及高清翡翠台播放，由森美、田蕊妮擔任主持。本輯節目更獲《萬千星輝頒獎典禮2010》「最佳綜藝資訊節目」大獎。
本屆賽事分成兩個階段，以9男11女（共20名）的入圍者為起端。
在第1至5集，主力考驗參賽者的基本唱功。他們會分別以獨唱、合唱、經典金曲等進行比試，預計每回合淘汰兩人。在第6至17集，晉級者由星級形象顧問為各人打造全新形象，經過形象改造接受更強考驗，例如與「巨聲幫」或偶像歌手進行合唱對戰，或挑戰快歌、粵語曲、或評判指定歌曲作比試等。
總決賽於2010年9月12日星期日 21:00-23:30 進行，採用累積分數制，由得分最高者成為《超級巨聲2》終極冠軍。最後，由林欣彤贏得冠軍，而亞軍及季軍則分別由胡鴻鈞及羅孝勇奪得。

## 賽程紀錄
| - 01號 陳凱彤 － 《Hero》（Mariah Carey） - 02號 林昇湋 － 《You Raise Me Up》（Westlife） - 03號 梁皓婷 － 《獨照》（容祖兒） - 04號 胡鴻鈞 － 《其實我也不知道》（蕭煌奇） - 05號 陳嘉利 － 《我的愛》（孫燕姿） | - 06號 羅孝勇 － 《She Will Be Loved》(Maroon 5) - 07號 陳慧敏 － 《我願意》（王菲） - 08號 李俊晨 － 《永遠尊貴》（趙治德） - 09號 曾 臻 － 《我很難過》（自創曲） - 10號 吳業坤 － 《夢一場》（那英） |

| - 11號 李家怡 － 《365》（自創曲） - 12號 李榮耀 － 《Blues》（蕭敬騰） - 13號 馮 琛 － 《夢見鐵達尼》（張惠妹） - 14號 陳國峰 － 《靠近》（庾澄慶） - 15號 林欣彤 － 《If I Ain't Got You》（Alicia Keys） | - 16號 謝東閔 － 《Home》（Michael Bublé） - 17號 吳筠怡 － 《愛你還愛你》（衛蘭） - 18號 朱愷瑤 － 《我恨我愛你》（張惠妹） - 19號 李 恭 － 《你是我的眼》（蕭煌奇） - 20號 鄭詠之 － 《愛與痛的邊緣》（王菲） |

| - 07號 陳慧敏 － 《月亮代表我的心》（鄧麗君） - 04號 胡鴻鈞 － 《追》（張國榮） - 16號 謝東閔 － 《怪你過份美麗》（張國榮） - 18號 朱愷瑤 － 《今生今世》（張國榮） - 17號 吳筠怡 － 《眼淚》（范曉萱） | - 15號 林欣彤 － 《Desperado》（Eagles） - 02號 林昇湋 － 《餓狼傳說》（張學友） - 06號 羅孝勇 － 《Imagine》（Beatles） - 12號 李榮耀 － 《不再猶豫》（Beyond） |

| - 14號 陳國峰 － 《幾段情歌》（林子祥） - 09號 曾 臻 － 《夢醒時分》（陳淑樺） - 11號 李家怡 － 《Close To You》（Carpenters） - 03號 梁皓婷 － 《傻女》（陳慧嫻） - 01號 陳凱彤 － 《千千闋歌》（陳慧嫻） | - 08號 李俊晨 － 《至少還有你》（林憶蓮） - 13號 馮 琛 － 《愛上一個不回家的人》（林憶蓮） - 10號 吳業坤 － 《願》（林憶蓮） - 19號 李 恭 － 《你怎麼捨得我難過》（黃品源） |

| - 14號 陳國峰 17號 吳筠怡 － 《從不喜歡孤單一個》（蘇永康、彭家麗） - 07號 陳慧敏 18號 朱愷瑤 － 《談情說愛》（葉蒨文、鄭秀文） - 04號 胡鴻鈞 13號 馮 琛 － 《你最珍貴》（張學友、高慧君） - 03號 梁皓婷 12號 李榮耀 － 《誰明浪子心》（王傑、趙學而） | - 06號 羅孝勇 15號 林欣彤 － 《In Love With You》（張學友、黎晶） - 08號 李俊晨 09號 曾 臻 － 《選擇》（林子祥、葉蒨文） - 16號 謝東閔 19號 李 恭 － 《安靜》（周杰倫） - 10號 吳業坤 巨聲幫 王嘉儀 － 《情非得已》（庾澄慶） |

| - 15號 林欣彤 17號 吳筠怡 （MK Girls） － 《原來你也唱過我的歌》（梁靜茹）、《我們的主題曲》（鄭秀文） - 19號 李 恭 09號 曾 臻 13號 馮 琛 （國語力新聲） － 《自由》（張震嶽）、《遇見》（孫燕姿）、《我真的受傷了》（張學友） - 06號 羅孝勇 03號 梁皓婷 12號 李榮耀 （搖滾動力新巨聲） － 《Just Feel Better》（Santana）、《I am so sick》（Flyleaf）、《大驚小怪》（信樂團）、《It's My Life》（Bon Jovi） - 07號 陳慧敏 10號 吳業坤 04號 胡鴻鈞 （清新靚聲） － 《分分鐘需要你》（林子祥）、《木紋》（何韻詩）、《友共情》（古巨基） - 14號 陳國峰 16號 謝東閔 08號 李俊晨 （魅力型男Supervoice） － 《無辜》（曹格）、《從今開始》（黎明）、《上帝早已預備》（鄭秀文） |

| - 06號 羅孝勇 張智霖 － 《祝君好》（張智霖） - 08號 李俊晨 王若琪 － 《來夜方長》（蘇永康、陳潔儀） - 07號 陳慧敏 小 琳 － 《紅豆》（王菲） - 03號 梁皓婷 朱紫嬈 － 《Bring Me to Life》（Evanescence） | - 10號 吳業坤 RubberBand － 《阿波羅》（RubberBand） - 09號 曾 臻 陳鴻碩 － 《復刻回憶》（薛凱琪、方大同） - 15號 林欣彤 林曉培 － 《心動》（林曉培） |

| - 16號 謝東閔 林 峯 － 《愛在記憶中找你》（林峯） - 12號 李榮耀 吳雨霏、Hardpack － 《愛是最大權利》（Ping Pung） - 17號 吳筠怡 鍾舒漫 － 《給自己的信》（鍾舒漫） - 19號 李 恭 羽 翹 － 《屋頂》（周杰倫、溫嵐） | - 13號 馮 琛 胡蓓蔚 － 《我要我們在一起》（范曉萱） - 04號 胡鴻鈞 洪卓立 － 《彌敦道》（洪卓立） - 14號 陳國峰 羅敏莊 － 《挑戰者》（羅敏莊） |

| - 03號 梁皓婷 － 《殺她死》（Ping Pung） - 14號 陳國峰 － 《3-7-20-1》（曹格） - 17號 吳筠怡 － 《Lucky Star》（容祖兒） | - 13號 馮 琛 － 《三秒鐘》（陳慧琳） - 06號 羅孝勇 － 《I'm yours》（Jason Mraz） - 12號 李榮耀 － 《王子的新衣》（蕭敬騰） |

| - 08號 李俊晨 － 《新不了情》（萬芳） - 04號 胡鴻鈞 － 《如果沒有你》（莫文蔚） - 07號 陳慧敏 － 《傷信》（陳奕迅） - 16號 謝東閔 － 《讓愛》（許志安） | - 15號 林欣彤 － 《You Make Me Want To Fall In Love》（F.I.R.） - 09號 曾 臻 － 《崇拜》（梁靜茹） - 10號 吳業坤 － 《寂寞考》（盧廣仲） |

| 第1回合：情歌對戰 - 巨聲二幫 13號 馮 琛 16號 謝東閔 － 《相遇太早》（蘇永康、周蕙） - 巨聲一幫 許廷鏗 何雁詩 － 《Hello》（Lionel Richie） |
| 第2回合：搖滾巨聲rock & roll - 巨聲二幫 06號 羅孝勇 03號 梁皓婷 12號 李榮耀 － 《離歌》（信樂團）、《Until the Day I Die》（Story of the Year）、《Breakeven》（The Script）、《I Don't want to Miss a Thing》（Aerosmith） - 巨聲一幫 劉威煌 李浩森 海俊文 林師傑 － 《不離不棄》（劉威煌）、《Bad Romance》（Lady Gaga）、《Have a Nice Day》（Bon Jovi） |
| 第3回合：巨聲PK戰 - 巨聲二幫 14號 陳國峰 － 《哭不出來》（張惠妹） - 巨聲一幫 陳康健 － 《我很美麗》（約書亞樂團） |

| 第4回合：挑戰巨聲經典 - 巨聲二幫 17號 吳筠怡 巨聲一幫 王嘉儀 － 《香水有毒》（胡楊林） - 巨聲二幫 04號 胡鴻鈞 巨聲一幫 陳彥廷 － 《留低鎖匙》（張敬軒）                                                                        |
| 第5回合：清新靚聲鬥 - 巨聲二幫 08號 李俊晨 07號 陳慧敏 10號 吳業坤 － 《浪花一朵朵》（任賢齊）、《問我》（陳麗斯） - 巨聲一幫 鄧小巧 駱胤鳴 林志程 － 《半杯水》（鄧小巧）、《森林》（駱胤鳴自創曲）、《童話》（林志程自創曲） |
| 第6回合：巨聲PK戰 - 巨聲二幫 15號 林欣彤 － 《愛請問怎麼走》（A-Lin） - 巨聲一幫 何紫慧 － 《月亮說》（王菀之） |

| - 10號 吳業坤 － 《狂潮》（關菊英）〔《狂潮》主題曲〕 - 04號 胡鴻鈞 － 《相愛無夢》（張智霖）〔《西關大少》主題曲〕 - 17號 吳筠怡 － 《幸運是我》（葉德嫻）〔《鬼咁夠運》主題曲〕 | - 15號 林欣彤 － 《無人完美》（鄭欣宜）〔《畢打自己人》主題曲〕 - 12號 李榮耀 － 《一個人》（陳奕迅）〔《洗冤錄》主題曲〕 |

| - 06號 羅孝勇 － 《歲月如歌》（陳奕迅）〔《衝上雲霄》主題曲〕 - 03號 梁皓婷 － 《愛無愧》（何韻詩）〔《美麗高解像》主題曲〕 - 14號 陳國峰 － 《家變》（羅文）〔《家變》主題曲〕 | - 13號 馮 琛 － 《好想好想》（古巨基、趙薇） 〔《情深深雨濛濛》插曲〕 - 07號 陳慧敏 － 《歲月的童話》（羅嘉良）〔《流金歲月》主題曲〕 - 16號 謝東閔 － 《不想獨自快樂》（蘇永康）〔《妙手仁心》插曲〕 |

| - 04號 胡鴻鈞 14號 陳國峰 － 《到不了》（范瑋琪） - 13號 馮 琛 17號 吳筠怡 － 《天黑黑》（孫燕姿） - 06號 羅孝勇 07號 陳慧敏 － 《Close to you》（Carpenters） | - 03號 梁皓婷 15號 林欣彤 － 《Beautiful》（Christina Aguilera） - 10號 吳業坤 16號 謝東閔 － 《比我幸福》（陳曉東） |

| - 10號 吳業坤 － 《單車》（陳奕迅） 勝：敗 朱建成 － 《Never Meant To Be》（朱建成自創曲） - 13號 馮 琛 － 《那片海》（韓紅） 敗：勝 張樂宜 － 《失戀無罪》（A-Lin） - 14號 陳國峰 － 《征服》（那英） 勝：敗 王 琪 － 《你要的愛》（戴佩妮） - 03號 梁皓婷 － 《Without You》（Badfinger） 敗：勝 李幸倪 － 《新不了情》（萬芳） |

| - 16號 謝東閔 － 《男人最痛》（許志安） 敗：勝 敖嘉年 － 《最愛的你》（譚詠麟） - 04號 胡鴻鈞 － 《存愛》（楊宗緯） 勝：敗 徐 浩 － 《記得》（張惠妹） - 06號 羅孝勇 － 《20 Good Reasons》（Thirsty Merc） 勝：敗 劉晨芝 － 《Material girl》（Madonna） - 15號 林欣彤 － 《A.I.N.Y.（愛你）》（G.E.M.） 勝：敗 李幸倪 － 《If I Ain't Got You》（Alicia Keys） |

| - 14號 陳國峰 － 《洋蔥》（楊宗緯） - 04號 胡鴻鈞 － 《原諒我》（蕭敬騰） - 06號 羅孝勇 － 《Speechless》（自創曲） | - 15號 林欣彤 － 《A Moment Like This》（Kelly Clarkson） - 10號 吳業坤 － 《夢醒了》（那英） - 16號 謝東閔 － 《Piano》（范逸臣） |

| - 06號 羅孝勇 － 《Apologize》（One Republic） - 04號 胡鴻鈞 － 《可惜不是你》（梁靜茹） | - 15號 林欣彤 － 《Can You Feel The Love Tonight》（Elton John） |

| - 陳國峰 － 《寂寞先生》（曹格） - 吳業坤 － 《Wonderful Tonight》（Eric Clapton） | - 謝東閔 － 《氣球》（許哲佩） - 林欣彤、羅孝勇 － 《In Love With You》（張學友、黎晶） |

| - 巨聲二幫 － 《Fly Away》（F.I.R.飛兒樂團） - 田蕊妮、梁皓婷、吳筠怡 － 《一首獨唱的歌》（關淑怡） - 夏韶聲、陳國峰、李榮耀 － 《大國崛起》（夏韶聲） - 李幸倪 － 《Superwoman》（Alicia Keys） - 陳國峰、吳業坤、謝東閔、李榮耀、梁皓婷、馮琛、曾臻、鄭詠之 － 《Super Girl》（Super Junior-M） - 胡鴻鈞、趙增熹 － 《唯獨你是不可取替》（許志安） - 馮琛、吳筠怡、謝東閔、曾路得 － 《Amazing Grace》 - 陳慧敏、李榮耀 － 《歲月的童話》（羅嘉良） - A-Lin － 《分手需要練習的》（A-Lin） | - A-Lin、林欣彤 － 《愛請問怎麼走》（A-Lin） - 周秀娜、吳業坤 － 《小酒窩》（林俊傑、蔡卓妍） - 倫永亮、吳業坤、謝東閔 － 《寫得太多》（倫永亮、麥浚龍） - 陳奐仁、陳國峰、羅孝勇 － 《Somebody To Love》（Queen） - 林欣彤 － 《天各一方》（俞琤、曾路得） - 巨聲二幫 － 《True Colors》（Cyndi Lauper） - 眾評判、巨聲二幫 － 《千個太陽》（陳潔靈、葉德嫻） |

## 參賽者得分表

### 第1至12集
| 最終排名 | 參賽者 | 第1至2集 | 第3至4集 | 第5集    | 第6集 | 第7至8集 | 第9至10集 | 第11至12集 |
| -------- | ------ | -------- | -------- | -------- | ----- | -------- | --------- | ---------- |
| 1        | 林欣彤 | 19       | 16       | 19       | 19    | 22       | 20        | 17         |
| 2        | 胡鴻鈞 | 17       | 17       | 15       | 21    | 17       | 20        | 15         |
| 3        | 羅孝勇 | 18       | 14       | 19       | 21    | 18       | 17        | 17         |
| 4        | 謝東閔 | 16       | 18       | 17       | 19    | 18       | 16        | 18         |
| 5        | 吳業坤 | 20       | 19       | 15       | 21    | 16       | 14        | 13         |
| 6        | 陳國峰 | 18       | 19       | 16       | 19    | 19       | 19        | 14         |
| 7        | 梁皓婷 | 17       | 18       | 18       | 21    | 16       | 16        | 17         |
| 8        | 馮琛   | 19       | 15       | 15       | 17    | 17       | 15        | 18         |
| 9        | 吳筠怡 | 19       | 16       | 16       | 19    | 17       | 15        | 15         |
| 10       | 陳慧敏 | 17       | 16       | 13       | 21    | 16       | 15        | 13         |
| 11       | 李榮耀 | 17       | 15       | 18       | 21    | 17       | 17        | 17         |
| 12       | 李俊晨 | 16       | 15       | 17       | 19    | 17       | 15        | 13         |
| 13       | 曾臻   | 15       | 16       | 17       | 17    | 16       | 14        |            |
| 14       | 李恭   | 17       | 16       | 17       | 17    | 16       |           |            |
| 15       | 朱愷瑤 | 16       | 14       | 13       |       |          |           |            |
| 16       | 陳凱彤 | 17       | 13       |          |       |          |           |            |
| 17       | 林昇湋 | 15       | 12       |          |       |          |           |            |
| 18       | 鄭詠之 | 15       |          |          |       |          |           |            |
| 19       | 陳嘉利 | 13       |          |          |       |          |           |            |
| 無       | 李家怡 | 20       | 17       | 取消資格 |       |          |           |            |
|          | 滿分   | 25       | 25       | 25       | 25    | 25       | 25        | 25         |

### 第13至18集
| 最終排名 | 參賽者 | 第13至14集 | 第15集 | 第16至17集 | 第18集㈠ | 第18集㈡ | 第18集㈠+㈡ |
| -------- | ------ | ---------- | ------ | ---------- | -------- | -------- | ----------- |
| 1        | 林欣彤 | 84.2       | 76.6   | 92         | 87.8     | 83.7     | 171.5       |
| 2        | 胡鴻鈞 | 84.6       | 80.8   | 83.4       | 87       | 84.3     | 171.3       |
| 3        | 羅孝勇 | 80.4       | 76.2   | 83.6       | 84.5     | 86       | 170.5       |
| 4        | 謝東閔 | 82.8       | 76.4   | 77.6       | 84.1     |          |             |
| 5        | 吳業坤 | 83         | 78.8   | 81         | 83.3     |          |             |
| 6        | 陳國峰 | 75.8       | 79.4   | 75.8       | 82.8     |          |             |
| 7        | 梁皓婷 | 75.4       | 76     | 74.4       |          |          |             |
| 8        | 馮琛   | 79         | 75     | 72.6       |          |          |             |
| 9        | 吳筠怡 | 77.2       | 74.4   |            |          |          |             |
| 10       | 陳慧敏 | 81.2       | 74     |            |          |          |             |
| 11       | 李榮耀 | 74         |        |            |          |          |             |
|          | 滿分   | 100        | 100    | 100        | 100      | 100      | 200         |

### 踢館者得分表、PK賽結果
| 排名 | 踢館者                         | 第11至12集巨聲一幫 | 回合    | 第11至12集巨聲二幫 | 被PK者 | 該場排名 |
| ---- | ------------------------------ | ------------------ | ------- | ------------------ | ------ | -------- |
| 1    | 王嘉儀、陳彥廷                 | 19                 | 第4回合 | 15                 | 胡鴻鈞 | 4        |
| 1    | 王嘉儀、陳彥廷                 | 19                 | 第4回合 | 15                 | 吳筠怡 | 4        |
| 4    | 許廷鏗、何雁詩                 | 18                 | 第1回合 | 18                 | 謝東閔 | 1        |
| 4    | 許廷鏗、何雁詩                 | 18                 | 第1回合 | 18                 | 馮琛   | 1        |
| 2    | 劉威煌、李浩森、海俊文、林師傑 | 18                 | 第2回合 | 17                 | 羅孝勇 | 3        |
| 2    | 劉威煌、李浩森、海俊文、林師傑 | 18                 | 第2回合 | 17                 | 李榮耀 | 3        |
| 2    | 劉威煌、李浩森、海俊文、林師傑 | 18                 | 第2回合 | 17                 | 梁皓婷 | 3        |
| 3    | 鄧小巧、駱胤鳴、林志程         | 18                 | 第5回合 | 13                 | 陳慧敏 | 6        |
| 3    | 鄧小巧、駱胤鳴、林志程         | 18                 | 第5回合 | 13                 | 吳業坤 | 6        |
| 3    | 鄧小巧、駱胤鳴、林志程         | 18                 | 第5回合 | 13                 | 李俊晨 | 6        |
| 5    | 陳康健                         | 15                 | 第3回合 | 14                 | 陳國峰 | 5        |
| 6    | 何紫慧                         | 15                 | 第6回合 | 17                 | 林欣彤 | 2        |
|      | 滿分                           | 25                 |         | 25                 | 滿分   |          |

| 排名 | 踢館者 | 第16至17集踢館隊 | 第16至17集巨聲二幫 | 被PK者 | 該場排名 |
| ---- | ------ | ---------------- | ------------------ | ------ | -------- |
| 1    | 李幸倪 | 89.2             | 74.4               | 梁皓婷 | 7        |
| 2    | 李幸倪 | 87               | 92                 | 林欣彤 | 1        |
| 3    | 徐浩   | 80.4             | 83.4               | 胡鴻鈞 | 3        |
| 4    | 張樂宜 | 79               | 72.6               | 馮琛   | 8        |
| 5    | 敖嘉年 | 78.8             | 77.6               | 謝東閔 | 5        |
| 6    | 朱建成 | 75.6             | 81                 | 吳業坤 | 4        |
| 7    | 劉晨芝 | 73.6             | 83.6               | 羅孝勇 | 2        |
| 8    | 王琪   | 73               | 75.8               | 陳國峰 | 6        |
|      | 滿分   | 100              | 100                | 滿分   |          |

### 備註
| 冠軍 亞軍 季軍 取消資格 | 該場最高分 該場最高分且獲得獎品 低分（需由評判商議）但未被淘汰 不合格而進入淘汰區 低分而被淘汰 不合格而被淘汰 | PK打和 PK落敗 PK落敗而被淘汰 |

註：如有多位同場被淘汰之選手，會根據他們被淘汰時的得分排名，如同分者，則依選手姓名（適用於首場）或前場排名定出排名

## 參賽者小資料
| 01              | 02            | 03            | 04             | 05           | 06              | 07             | 08            | 09           | 10            |
| --------------- | ------------- | ------------- | -------------- | ------------ | --------------- | -------------- | ------------- | ------------ | ------------- |
| 陳凱彤@ Lillian | 林昇湋 Hardy  | 梁皓婷 Shadow | 胡鴻鈞@ Hubert | 陳嘉利 Emily | 羅孝勇@ Sheldon | 陳慧敏@ Vivian | 李俊晨 Justin | 曾 臻 Eileen | 吳業坤@ James |
| 11              | 12            | 13            | 14             | 15           | 16              | 17             | 18            | 19           | 20            |
| 李家怡 Rosa     | 李榮耀 Kenson | 馮 琛 Deep    | 陳國峰© Penny  | 林欣彤@ Mag  | 謝東閔 @ Brian  | 吳筠怡 Kristy  | 朱愷瑤 Yo Yo  | 李 恭@ Leo   | 鄭詠之 Sandy  |

### 備註
男性參賽者
  女性參賽者
©：本屆隊長
@：透過本屆比賽而正式加入香港樂壇
  11號參賽者李家怡被大會取消參賽資格。

## 比賽結果
- 冠軍：林欣彤
- 亞軍：胡鴻鈞
- 季軍：羅孝勇
- 《網上人氣巨聲》：林欣彤
- 《飛躍進步巨聲》：胡鴻鈞
- 《我最喜愛巨聲金曲》：
  - 第1名：林欣彤《愛請問怎麼走》（原唱：A-Lin）
  - 第2名：吳業坤《夢一場》（原唱：那　英）
  - 第3名：陳慧敏《歲月的童話》（原唱：羅嘉良）

部分「巨聲二幫」成員更獲唱片公司招徠，簽約成為旗下歌手：
| 單位   | 唱片公司                        | 經紀公司                                        | 出道年份 | 出道主打歌曲       | 首張個人唱片        |
| ------ | ------------------------------- | ----------------------------------------------- | -------- | ------------------ | ------------------- |
| 林欣彤 | 音樂家唱片（至2015年） 華納唱片 | TVB（至2015年） 手工藝創作 華納唱片（自2019年） | 2011年   | 《洗澡》           | 《Vocalist》        |
| 李 恭  | 巨石音樂                        | 偉思娛樂                                        | 2011年   | 《蒲公英》         | 《李恭》            |
| 胡鴻鈞 | 星夢娛樂                        | TVB                                             | 2012年   | 《雙飛》           | 《雙飛》            |
| 陳慧敏 | 太陽娛樂音樂                    | 棋人娛樂製作                                    | 2013年   | 《排隊》           | 《陳慧敏》          |
| 羅孝勇 | 星娛樂                          | TVB（至2016年） 星韜國際娛樂文化                | 2014年   | 《Your Love》      | 《Change of Heart》 |
| 陳凱彤 | 英皇娛樂（至2018年）            | 英皇娛樂（已約滿）                              | 2015年   | 《第一眼》         | 《A Little Bliss》  |
| 吳業坤 | 星娛樂（至2019年） Sunny Idea   | TVB                                             | 2015年   | 《原來她不夠愛我》 | 《KWAN GOR 坤哥》   |
| 梁皓婷 | 自資                            | 自資                                            | 2018年   | 《戲子》           | --                  |
| 謝東閔 | 星夢娛樂                        | TVB                                             | 2019年   | 《得失一笑中》     | --                  |

## 記事
- 2010年3月15日－2010年4月4日：接受香港及海外人士報名。
- 2010年3月21日：下午2時30分至5時，於Megabox進行初賽招募選拔。
- 2010年3月27日：於將軍澳電視廣播城進行初賽招募選拔。
- 2010年4月4日：下午2時30分至5時正，於Megabox進行初賽招募選拔。
- 2010年4月5日：於將軍澳電視廣播城進行初賽招募選拔。
- 2010年4月10日：於將軍澳電視廣播城進行初賽招募選拔。
- 2010年4月11日：下午2時30分至5時，於Megabox進行初賽招募選拔。
- 2010年4月20日：下午2時30分，於尖沙咀The Mira舉行記者會宣佈節目內容和主持人包括田蕊妮，以及杜麗莎會擔任評判之一。此外，20位入圍參賽者亦首度曝光。[2]
- 2010年5月2日：正式進行首集錄影。
- 2010年5月3日－2010年5月7日：一連五日於翡翠台及高清翡翠台播出《超級巨聲2：初試巨聲》，該節目由巨聲幫成員之一鄺柏廉旁述，介紹節目內容及參賽者。
- 2010年5月8日：TVB.COM為20位參賽者設立個人網誌。[3]
- 2010年5月11日起：於無綫電視J2及無綫收費電視音樂台播出《巨聲工房》，該節目由夏至（Mini）主持，直擊「巨聲二幫」的幕後生活實況，節目亦會談及「巨聲幫」的發展動向。
- 2010年5月29日：參賽者李家怡在個人官方後援會，宣佈未能夠完成餘下的《超級巨聲2》比賽。同時，TVB.COM刪除了其TVB.COM中的個人網誌及面試片段。[4]
- 2010年6月6日：11號參賽者李家怡被主辦單位（無綫電視）發現早在參賽前已與某公司簽署經理人合約，違反了比賽合同，參加了兩回合賽事後於5月29日被無綫電視取消參賽資格[5][6]。就此事件，首席評判陳潔靈批評她不會不知道自己已簽其他公司，責備她浪費導師很多時間，以及剝削了另一位參加者的參賽資格和表現自己的機會，是損人不利己。[7]
- 2010年8月1日：由於播映《2010年度香港小姐競選》，本節目暫停播映。
- 2010年8月15日：於第14集播出後，推出《巨聲十強　蓄勢待發》宣傳片。
- 2010年8月16日－2010年9月5日：大會接受觀眾於節目官方網站投選「網上人氣巨聲」及「我最喜愛巨聲金曲」獎項。[8]
- 2010年8月22日：於第15集播出後，推出《巨聲八強　迎接勁敵挑戰》宣傳片。
- 2010年9月4日：13:00，六強參賽者於銅鑼灣翡翠明珠廣場出席宣傳活動。
- 2010年9月5日：於第17集播出後，推出《下星期日　巨聲王者誕生》宣傳片。
- 2010年9月12日：本節目最後一集，播映時間為21:00-23:30，並會作現場直播。
- 2010年9月26日：22:00-23:00於翡翠台及高清翡翠台播映特備節目《巨聲同學會》。
- 2010年10月9日：20:30-23:00於翡翠台及高清翡翠台播映特備節目《超級巨聲2畢業演唱會》。
- 2010年12月5日：《超級巨聲2》榮獲《萬千星輝頒獎典禮2010》「最佳綜藝資訊節目」大獎。

## 外部連結
- 《超級巨聲系列》官方網站 （页面存档备份，存于）
- 《超級巨聲2》官方網站 （页面存档备份，存于）
- 《巨聲同學會》節目網站 （页面存档备份，存于）
- 《超級巨聲系列》官方Facebook Fans Page （页面存档备份，存于）
- 《超級巨聲系列》官方新浪微博 （页面存档备份，存于）
- 《超級巨聲系列》官方騰訊微博 （页面存档备份，存于）

## 電視節目的變遷
| 無綫電視翡翠台、高清翡翠台 星期日 22:00-23:30 | 無綫電視翡翠台、高清翡翠台 星期日 22:00-23:30      | 無綫電視翡翠台、高清翡翠台 星期日 22:00-23:30 |
| --------------------------------------------- | -------------------------------------------------- | --------------------------------------------- |
|                                               | 超級巨聲2 （2010年5月9日 - 2010年9月12日）         |                                               |
| 2010勁歌金曲優秀選第一回 （2010年5月2日）     | 英皇新秀歌唱大賽2010 （2010年9月19日 22:00-23:00） |                                               |

| 無綫電視J2 星期一至五 15:45-17:15 | 無綫電視J2 星期一至五 15:45-17:15   | 無綫電視J2 星期一至五 15:45-17:15 |
| --------------------------------- | ----------------------------------- | --------------------------------- |
|                                   | 超級巨聲2 （2012年8月9日 - 9月3日） |                                   |
| 超級巨聲                          | -                                   |                                   |